# اوتنوگا
اوتنوگا (به لهستانی:  Otnoga) یک روستا در لهستان است که در گمینا چارنا دانبرووکا واقع شده‌است.